# برج آرامگاه بابا پیره
برج مقبره بابا پیره (در گویش محلّی: بُوَه پیره)، مربوط به دوران‌های تاریخی پس از اسلام است و در شهرستان نهاوند، دهستان قشلاق، جاده نهاوند به کرمانشاه واقع شده و این اثر در تاریخ ۲۵ اسفند ۱۳۸۰ با شمارهٔ ثبت ۵۰۳۷ به‌عنوان یکی از آثار ملی ایران به ثبت رسیده‌است.
بر اساس گمانه زنی برخی از محققین این برج مقبره متعلق به نعمان ابن مقرن یکی از سرداران و فرماندهان عرب در حمله اعراب به ایران در جنگ نهاوند می‌باشد، که در سال ۲۱ هجری یا ۶۴۱ میلادی پس از سه روز نبرد سنگین در پشت دروازه‌های نهاوند به دست سربازان ایرانی به فرماندهی پیروزان کشته شد. لازم به ذکر است باباها و پیرها از بزرگان عرفان به‌ خصوص در قرون هفتم تا دهم هجری بوده‌اند و بناهای تاریخی متعددی با عنوان بابا پیر در ایران وجود دارد و گروهی از محققین بر این باور هستند که صرف کشته شدن نعمان در نهاوند مبنای علمی مناسبی برای انتساب این بنای قاجاری به مدفن وی نمی باشد و انجام کاوش های باستان شناسی در خصوص این بنا را ضروری می دانند.